# Otiš
Otiš är ett berg i Bosnien och Hercegovina.   Det ligger i entiteten Federationen Bosnien och Hercegovina, i den nordvästra delen av landet, 180 km nordväst om huvudstaden Sarajevo. Toppen på Otiš är 818 meter över havet, eller 274 meter över den omgivande terrängen. Bredden vid basen är 4,5 km.
Terrängen runt Otiš är huvudsakligen kuperad, men västerut är den bergig. Närmaste större samhälle är Sanski Most, 15,0 km öster om Otiš. 
I omgivningarna runt Otiš växer i huvudsak blandskog. Runt Otiš är det ganska tätbefolkat, med 93 invånare per kvadratkilometer.